# 諧聲
諧聲是指用一個漢字作為「主諧字」來表示多個字的讀音。如「工」字，可以用來表示功、攻、紅、空、汞、貢……後面有-ong這樣的音。段玉裁的《六書音均表》里說：「一聲可諧萬字，萬字而必同部。」《說文解字》共收9000多字，80%都是諧聲字。

## 諧聲表
- 段玉裁[1]
- 江有誥[2]《諧聲表》
- 王力[3](1986)《同源字典》
- 周祖謨
- 董同龢[4](1944)《上古音韻表稿》
- 李克(Rick Harbaugh)(2006)《中文字譜》

## 註解
1. ↑  清儒古音學第一階段集大成者，繼顧炎武、江永之後整理「諧聲表」。
2. ↑  清儒古音學第二階段集大成者，繼戴震、孔廣森、王念孫之後整理「諧聲表」最為精良。
3. ↑  現代中國古音學大師，為法國史語家梅耶(Meillet, A.)高徒。
4. ↑  台灣古音學大師，自成一家之言，與章太炎、黃侃系統互別苗頭。